# オリヴァー・ウッド
オリヴァー・ウッド（Oliver Wood、1942年 - 2023年2月13日）は、イギリス・ロンドン出身の映画撮影監督。

## 概要
2023年2月18日、オリヴァーの訃報が発表された。80歳没。

## 主な作品
- ハネムーン・キラーズ The Honeymoon Killers (1970)
- ダイ・ハード2 Die Hard 2 (1990)
- フォード・フェアレーンの冒険 The Adventures of Ford Fairlane (1990)
- ビルとテッドの地獄旅行 Bill & Ted's Bogus Journey (1991)
- ミステリー・デイト Mystery Date (1991)
- ルディ/涙のウイニング・ラン Rudy (1993)
- バラ色の選択 For Love or Money (1993)
- 天使にラブ・ソングを2 Sister Act 2: Back in the Habit (1993)
- ターミナル・ベロシティ Terminal Velocity (1994)
- 陽のあたる教室 Mr. Holland's Opus (1995)
- ダンク・ブラザース/脱線ファンにご用心 Celtic Pride (1996)
- 2 days トゥー・デイズ 2 Days in the Valley (1996)
- フェイス/オフ Face/Off (1997)
- スイッチバック 追跡者 Switchback (1997)
- マイティ・ジョー Mighty Joe Young (1998)
- U-571 U-571 (2000)
- ボーン・アイデンティティー The Bourne Identity (2002)
- プルート・ナッシュ The Adventures of Pluto Nash (2002)
- アイ・スパイ I Spy (2002)
- ナショナル・セキュリティ National Security (2003)
- フォーチュン・クッキー Freaky Friday (2003)
- ボーン・スプレマシー The Bourne Supremacy (2004)
- スクービー・ドゥー2 モンスター パニック Scooby Doo 2: Monsters Unleashed (2004)
- ファンタスティック・フォー ［超能力ユニット］ Fantastic Four (2005)
- タラデガ・ナイト オーバルの狼 Talladega Nights: The Ballad of Ricky Bobby (2006)
- ボーン・アルティメイタム The Bourne Ultimatum (2007)
- 俺たちステップ・ブラザース -義兄弟- Step Brothers (2008)
- サロゲート Surrogates (2009)
- アザー・ガイズ 俺たち踊るハイパー刑事! The Other Guys (2010)
- デンジャラス・ラン Safe House (2012)
- 2ガンズ 2 Guns (2013)
- 俺たちニュースキャスター 史上最低!?の視聴率バトルinニューヨーク Anchorman 2: The Legend Continues (2013)
- チャイルド44 森に消えた子供たち Child 44 (2015)
- ベン・ハー Ben-Hur (2016)
- ジャック・リーチャー NEVER GO BACK Jack Reacher: Never Go Back (2016)
- イコライザー2 The Equalizer 2 (2018)